# 作業療法士
作業療法士（さぎょうりょうほうし、英: occupational therapist、略称: OT）は、医療従事者の一員である。理学療法士（PT）、言語聴覚士（ST）、視能訓練士（CO）と共に、リハビリテーション職と称されるもののうちの一つ。厚生労働大臣の免許を受けて、「作業療法士」の名称独占資格を用いて、医師の指示の下に、「作業療法」を行うことを業とする者をいう。

## 概要

### 作業療法の定義（世界作業療法士連盟（WFOT）2004）
- 作業療法とは、作業を通して健康と幸福な生活の推進にかかわる職業である。作業療法の主目標は、人々が日々の生活の営みに参加できるようにすることである。作業療法士は、こうした成果を達成するために、人々が自らの参加能力の向上をもたらすような事柄に取り組めるようにしたり、参加をよりよく支援するための環境整備を行ったりする。
- 作業療法士は、広範囲におよぶ教育を受けることにより、健康状態に由来する身体の機能もしくは構造的な障害があり、かつ社会参加への障壁を体験している人々と、個人あるいは集団レベルで協業していくための知識と技術を身につけている。
- 作業療法士は、物理的な環境、社会の態度や制度的な環境によって、人々の参加が支えられることもあれば、制約されることもあることを確信している。それゆえ作業療法の実践が、人々の参加を促進するために、環境面の変革に向けられることもある。
- 作業療法は、病院、保健センター、家庭、職場、学校、矯正施設、高齢者住宅などを含む多岐にわたる場で実践される。クライエントは作業療法過程に積極的に関与し、作業療法の成果は多様かつクライエント主導であり、参加の観点、あるいは参加がもたらす満足という観点から判断される。
- 作業療法士は90%の確率で

出典：

## 業務
作業療法士は、理学療法士及び作業療法士法第15条により診療の補助として作業療法を行なう。
2010年4月30日の医政発0430第1号より、理学療法士及び作業療法士法第2条第1項の「作業療法」については、同項の「手芸、工作」という文言から、「医療現場において手工芸を行わせること」といった認識が広がっている。
以下に掲げる業務については、理学療法士及び作業療法士法第2条第1項の「作業療法」に含まれるものであることから、作業療法士を積極的に活用することが望まれる。
- 作業療法士が食事訓練を実施する際などの喀痰等の吸引
- 移動、食事、排泄、入浴等の日常生活活動に関するADL訓練
- 家事、外出等のIADL訓練
- 作業耐久性の向上、作業手順の習得、就労環境への適応等の職業関連活動の訓練
- 福祉用具の使用等に関する訓練
- 退院後の住環境への適応訓練
- 発達障害や高次脳機能障害等に対するリハビリテーション

このほか、作業療法士には訓練の一環として、また気分転換や社会性の改善のためにゲーム・レクリエーション活動の知識が欠かせない。代表的なゲーム・レクリエーションとしては、トランプ、オセロ、囲碁、将棋、輪投げ、パズル、ダンス、ゲートボール、風船バレーボールが挙げられる。

## 日本の作業療法士の歴史

### 概要
一般には、作業療法は18世紀から19世紀の「道徳療法」が起源だといわれている。これを行った者の代表がフランス革命時代の精神科医のフィリップ・ピネルである。
第二次世界大戦後、暫くしてWHOの指導に基づき、行政主導という形で取り組みが始められた。そして、当時の米国の主要な作業療法の情勢を模範にして、その形式を導入した。そのため、当初は、身体障害分野のリハビリテーションのみを想定していたが急遽、精神科リハビリテーションの中での作業療法についても、資格化の取り組みが行われた。ただし実際には、日本の精神科作業療法の歴史と実情には合わない形での導入がなされたという。

### 年譜
- 1963年 - 国内で最初の養成学校（国立療養所東京病院附属リハビリテーション学院（3年制））が設立される。リハビリテーションに関する専門学校は、厚生省（当時）の管轄となる。その後、短大・大学にも養成学科が設立されていくが、これらは文部省の管轄である。
- 1965年 - 理学療法士及び作業療法士法が制定される。
- 1966年 - 国家資格としての作業療法士が制定される。
- 1966年9月 - 日本作業療法士協会が結成される。
- 1974年 - 精神科作業療法診療報酬制度が法定化される。
- 1975年 - 精神科作業療法診療報酬制度が点数化される。
- 1975年5月 - 72回日本精神神経学会総会決議シンポジウムが開催される。作業療法がテーマであった。一般演題に菅修の『作業療法の奏効機転』があった。この総会の主目的は、「作業療法点数化に反対」であった。反対理由は、作業療法と称し患者を病院で使役させる、悪徳病院の使役を正当化するなどであった。
- 1985年6月13日 - 日本作業療法士協会が作業療法の定義を独自に定める。
- 1993年 - 広島大学に初めて四年制の作業療法士養成課程（医学部保健学科作業療法学専攻）が設置される。
- 1996年 - 作業療法学の修士課程が設置された。
- 1998年 - 作業療法学の博士課程が設置された。
- 2007年 - 日本作業療法士協会が「作業療法5ヵ年戦略」を策定した。
- 2008年12月 - 9月25日を作業療法の日と制定した。
- 2009年12月 - 政治団体、日本作業療法士連盟が設立される。
- 2013年 - 日本作業療法士協会が「第二次作業療法5ヵ年戦略」を策定した[5]。

## データ
2015年現在、有資格者は74,801名、養成校数は184校である。

## 養成
作業療法士になるためには、専門の養成校を卒業し、作業療法士国家試験に合格しなければならない。養成校については、理学療法士作業療法士養成施設を参照のこと。

## 日本における作業療法士と理学療法士の違い
理学療法士と作業療法士は専門職であり内容が明らかに異なるが、お互いの足りない部分を満たす関係となっている。
日本の国家資格による理学療法士・作業療法士の違いは以下であるが、法律は各国で違う為、国によって業務範囲が異なる。
- 理学療法の対象は身体に障害があり、主として基本的動作能力の低下を認める者の内、医師により医学的根拠に基づいて理学療法が有効であると判断された者。
- 作業療法の対象は身体又は精神に障害があり、主としてその応用的動作能力又は社会的適応能力の低下を認める者の内、医師により医学的根拠に基づいて作業療法が有効であると判断された者。
- 理学療法の手段は物理療法、運動療法、基本的動作訓練。
- 作業療法の手段は作業、日常生活動作訓練、手段的日常生活動作訓練　職業関連活動の訓練　住環境への適応訓練。
- 理学療法の目的は主として基本的動作能力の回復。
- 作業療法の目的は主として主としてその応用的動作能力又は社会的適応能力の回復。

ここで言う応用動作とは食事動作・トイレ動作・入浴動作・更衣動作・炊事・洗濯・掃除等、多岐にわたり、基本的動作とは応用動作の基本となる動作「寝返り・起き上がり・座位保持・移乗・立ち上がり・移動」を指す。

## 日本の作業療法士免許を持つ著名人
- 生田宗博
- 太田篤志
- 京極真
- 杉原素子
- 関昌家
- 田邉浩文
- 藤原茂
- 堀越啓仁
- 矢谷令子
- 山田孝
- 山根寛
- 吉川ひろみ
- 森本更紗
- 小西紀一